# Tryhål
Tryhål är en fjärd i Finland.   Den ligger i landskapet Egentliga Finland, i den södra delen av landet, 130 km väster om huvudstaden Helsingfors.
Tryhål avgränsas av Storkålen i nordväst, Lillkålen i sydöst och Abborrgrundet i sydväst. Tryhål utgör gränsen mellan Bolax fjärden i norr och Hangö västra fjärd i söder.
De öppna men grunda vattnen mellan Hitis och Hangö har alltid varit svårnavigerade. För att underlätta navigeringen använde lokalbefolkningen båtleder mellan kända landmärken. När landmärket består av två skär där båtleden passerar mellan dem kallas det ofta för ett ”hål”. Än idag passerar en utprickad båtsportled Tjukan–Tryhål–Hamnskär. Tidigare gick även en båtled från Tryhål rakt västerut förbi Grocklarna och Skrämmarn.